# Еврету
Еврѐту (на гръцки: Ευρέτου) е село в Кипър, окръг Пафос. Според статистическата служба на Република Кипър през 2001 г. селото има 5 жители.
Намира се на 6 км югозападно от Лисос.